# Hermes űrrepülőgép
A Hermes egy tervezett európai űrrepülőgép, amivel az Európai Űrügynökség (ESA) saját maga indíthatta volna űrhajósait Föld körüli pályára, vagy a Nemzetközi Űrállomás Columbus moduljához. A program az 1980-as évek elején kezdődött. A fejlesztési költségek nagy részét Franciaország és Németország fizette. A Challenger-katasztrófa miatt bevezetett biztonsági intézkedések a költségek növekedésével járt, ami miatt végül 1992-ben a programot félbeszakították. A Hermest először 1998-ban indították volna Ariane–5 hordozórakétával.

## Külső hivatkozások

### Magyar oldalak
- A Hermes programja[halott link]
- AZ EURÓPAI ŰRTEVÉKENYSÉG (32. rész): Ariane-5, Hermes, Columbus
- AZ EURÓPAI ŰRTEVÉKENYSÉG (33. rész): 1987 – a nadrágszíj és a kémkedés éve